# Longford (téléfilm)
Pour les articles homonymes, voir Longford.

Longford (Longford) est un téléfilm britannique réalisé par Tom Hooper, diffusé en 2006.

## Synopsis
Ce film a pour thème la relation entre Myra Hindley, qui fut la complice du tueur en série Ian Brady, et l'ancien ministre britannique Frank Pakenham alors visiteur de prison: il retrace l'emprisonnement de Hindley, et la manière dont Lord Frank Pakenham, septième comte de Longford, plaida sans succès la cause de sa libération conditionnelle.

## Fiche technique
- Réalisation : Tom Hooper
- Scénario : Peter Morgan
- Photographie : Danny Cohen
- Musique : Robert Lane
- Durée : 93 minutes
- Date de diffusion : 
  -  : le 13 juillet 2012 sur Arte

## Distribution
- Jim Broadbent : Frank Pakenham, Lord Longford
- Samantha Morton : Myra Hindley
- Lindsay Duncan : Lady Elizabeth Longford
- Tam Dean Burn : Roy
- Robert Pugh : Harold Wilson
- Anton Rodgers : William Whitelaw
- Kate Miles : Rachel Pakenham
- Lee Boardman : speaker radio
- Andy Serkis : Ian Brady
- Roy Barber : Père Kahle
- Alex Blake : Paddy Pakenham
- Tam Dean Burn : Roy
- Sarah Crowden : Lady Tree
- Caroline Clegg : la secrétaire de Longford